# Santiago Hidalgo
Santiago Hidalgo Massa (ur. 17 lutego 2005 w Santiago del Estero) – argentyński piłkarz występujący na pozycji napastnika, od 2022 roku zawodnik Independiente.